# Diocesi di Capo Palmas
La diocesi di Capo Palmas (in latino Dioecesis Capitis Palmensis) è una sede della Chiesa cattolica in Liberia suffraganea dell'arcidiocesi di Monrovia. Nel 2021 contava 180.200 battezzati su 455.300 abitanti. È retta dal vescovo Andrew Jagaye Karnley.

## Territorio
La diocesi comprende le contee di Grand Gedeh, Grand Kru, Maryland, River Gee e Sinoe in Liberia.
Sede vescovile è la città di Harper, presso Capo Palmas, dove si trova la cattedrale di Santa Teresa del Bambin Gesù.
Il territorio è suddiviso in 10 parrocchie.

## Storia
La prefettura apostolica di Capo Palmas fu eretta il 2 febbraio 1950 con la bolla Ut fidei propagandae di papa Pio XII, ricavandone il territorio dal vicariato apostolico della Liberia (oggi arcidiocesi di Monrovia).
Il 7 maggio 1962 la prefettura apostolica fu elevata a vicariato apostolico con la bolla Cum sit Ecclesia di papa Giovanni XXIII.
Il 19 dicembre 1981 con la bolla Patet Ecclesiae di papa Giovanni Paolo II il vicariato apostolico è stato elevato a diocesi.

## Cronotassi dei vescovi
Si omettono i periodi di sede vacante non superiori ai 2 anni o non storicamente accertati.
- Francis Carroll, S.M.A. † (27 ottobre 1950 - 20 dicembre 1960 nominato vicario apostolico di Monrovia)
- Nicholas Grimley, S.M.A. † (7 maggio 1962 - 30 luglio 1972 dimesso)
- Patrick Kla Juwle † (30 luglio 1972 - 18 agosto 1973 deceduto)
- Boniface Nyema Dalieh † (17 dicembre 1973 - 15 ottobre 2008 ritirato)
  - Sede vacante (2008-2011)
- Andrew Jagaye Karnley, dal 5 gennaio 2011

## Statistiche
La diocesi nel 2021 su una popolazione di 455.300 persone contava 180.200 battezzati, corrispondenti al 39,6% del totale.
| anno | popolazione | popolazione | popolazione | presbiteri | presbiteri | presbiteri | presbiteri                | diaconi | religiosi | religiosi | parrocchie |
| anno | battezzati  | totale      | %           | numero     | secolari   | regolari   | battezzati per presbitero | diaconi | uomini    | donne     | parrocchie |
| ---- | ----------- | ----------- | ----------- | ---------- | ---------- | ---------- | ------------------------- | ------- | --------- | --------- | ---------- |
| 1970 | 8.875       | 350.000     | 2,5         | 18         | 16         | 2          | 493                       |         | 2         | 14        |            |
| 1980 | 7.290       | 260.000     | 2,8         | 11         | 2          | 9          | 662                       |         | 9         | 23        | 23         |
| 1990 | 10.504      | 307.000     | 3,4         | 13         | 10         | 3          | 808                       | 1       | 8         | 24        | 29         |
| 1991 | 9.700       | 327.000     | 3,0         | 15         | 12         | 3          | 646                       | 1       | 9         | 11        | 29         |
| 2000 | 14.950      | 250.000     | 6,0         | 7          | 5          | 2          | 2.135                     |         | 2         | 7         | 12         |
| 2001 | 16.200      | 250.000     | 6,5         | 8          | 6          | 2          | 2.025                     |         | 2         | 7         | 12         |
| 2002 | 16.375      | 250.000     | 6,5         | 8          | 6          | 2          | 2.046                     |         | 2         | 8         | 12         |
| 2003 | 17.595      | 250.000     | 7,0         | 13         | 8          | 5          | 1.353                     |         | 5         | 11        | 9          |
| 2004 | 17.595      | 250.000     | 7,0         | 13         | 8          | 5          | 1.353                     |         | 5         | 11        | 9          |
| 2006 | 19.100      | 271.000     | 7,0         | 9          | 8          | 1          | 2.122                     |         | 1         | 18        | 10         |
| 2007 | ?           | 282.000     | ?           | 11         | 9          | 2          | ?                         |         | 2         | 18        | 11         |
| 2013 | 154.000     | 316.000     | 48,7        | 12         | 10         | 2          | 12.833                    |         | 2         | 18        | 10         |
| 2016 | 159.485     | 392.000     | 40,7        | 15         | 11         | 4          | 10.632                    |         | 9         | 18        | 10         |
| 2019 | 163.346     | 414.320     | 39,4        | 15         | 15         |            | 10.889                    |         | 4         | 20        | 10         |
| 2021 | 180.200     | 455.300     | 39,6        | 21         | 21         |            | 8.580                     |         | 6         | 18        | 10         |